# Caroline von Egloffstein
Caroline, Gräfin von und zu Egloffstein, auch Caroline Henriette, Karoline Henriette oder Line (* 2. November 1789 in Erlangen oder Weimar; † 16. Juli 1868 in Hildesheim-Marienrode) war eine deutsche Komponistin und Schriftstellerin und gehörte zum Weimarer Goethekreis.

## Leben
Caroline Gräfin von und zu Egloffstein entstammte einem fränkischen Uradelsgeschlecht. Sie war die älteste von vier Töchtern der Schriftstellerin Henriette von Egloffstein aus deren erster Ehe mit dem preußischen Kammerherrn Leopold Graf von Egloffstein-Arklitten. Carolines nächstältere Schwester Jeanette starb bereits als 18-Jährige, die zweite, Julie von Egloffstein, wurde Malerin und die jüngste, Auguste von Egloffstein Schriftstellerin.
Caroline wuchs in Erlangen und Weimar auf; in Weimar standen sie und die Schwester Julie unter der Obhut ihrer Tante Carolie von Egloffstein-Aufseß, die dort schon lange Hofdame war. Caroline kam dann 1815 als Hofdame zur russischen Prinzessin und späteren Großherzogin von Weimar (1828) Maria Pawlowna und blieb in dieser Position bis 1831. 1815/1816 und 1820 bis 1822 begleitete sie die Prinzessin bei ihren Russlandreisen. Während einer Reise nach Sankt Petersburg lernte sie 1825 den Dichter Friedrich Maximilian Klinger (1752–1831) kennen. St. Petersburg ist im BMLO als Ort ihres Wirkens (ohne nähere Details) extra angegeben.
Wie schon ihre Mutter gehörte sie mit ihren Schwestern dem Weimarer Goethekreis an, sie war befreundet mit Goethes Schwiegertochter Ottilie von Goethe und wurde Taufpatin ihrer Söhne, Goethes Enkeln Walther Wolfgang (1818–1885) und Wolfgang Maximilian von Goethe (1820–1883). Die Brüder waren wie die Gräfin sehr musikalisch und komponierten. Wolfgang Maximilian widmete Caroline Vier Walzer für das Klavier, auf dem Titel genannt Pathe-Linen Tänze. Die Gräfin trat im Weimarer Theater auf, wo bis 1817 Goethe als Theaterdirektor wirkte.

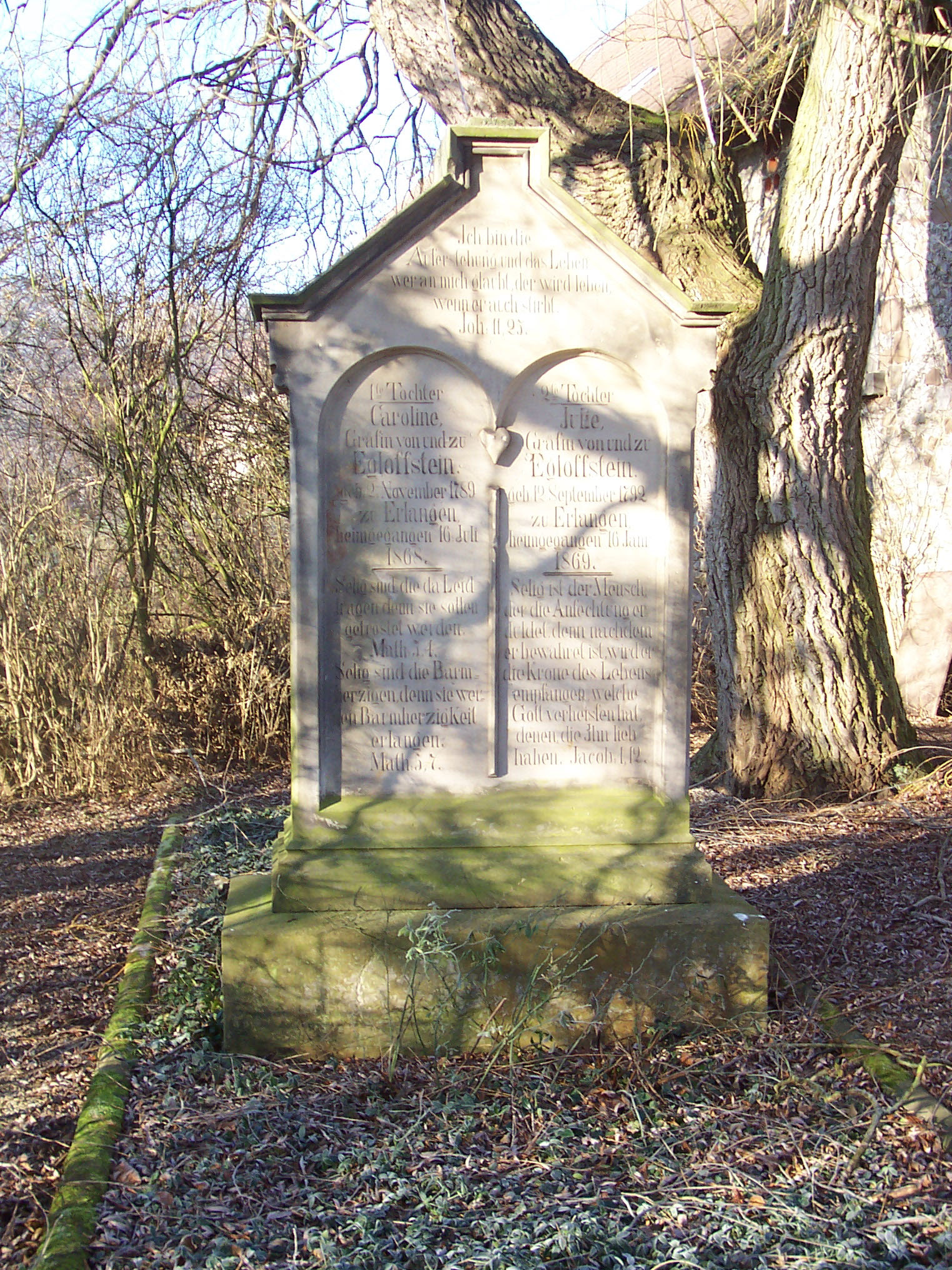
Grabmal für Caroline und Julie v. Egloffstein in Marienrode

Caroline von Egloffstein spielt im gedruckten Briefwechsel Goethes eine Rolle sowie in seinen Gesprächen und Tagebuchauszügen. Innerhalb des unbeschwerten, freundschaftlichen Musenvereins von Weimar – bekannt wurden die „Mittwochskränzchen“ (ab 1805 „Mittwochsvorträge“) – fallen aber auch überlieferte Zitate Caroline von Egloffsteins auf, die sich kritisch über Goethe äußern (Januar 1817): Er habe gesagt: „[…] die Deutschen [Schriftsteller sind] nur noch allenfalls im Auslande erträglich und man müsse sie wie die Juden in alle Welt zerstreuen.“ Ein anderer Ausspruch über Goethe ging ihr lange nach, er stammte von einem mitreisenden Zeitgenossen während eines Besuches im April 1818 in Schloss Dornburg. Es war die Rede von Goethes „Toleranz im Verstande“, und „nicht im Gemüthe“.

„Wir haben bis jetzt unsere Musenscherze vor Goethe heimlich gehalten, weil er die dichtenden Frauen haßt und wir von ihm geliebt sein wollen; allein er weiß es nun und – unparteiisch wie die Liebe ist – findet er den Musenverein geistreich und wohlgethan!? – O, unparteiischer Mann! Er hat sich sogar über meine Kritik der Schriftsteller höchlichst ergötzt.“

„Welch hohes Ansehen und Vertrauen“ Line von Egloffstein im Nürnberger Huttenstift genoss, erfuhr sie bei dessen Konvent im Jahre 1861, als sie zu dessen Äbtissin bewählt wurde. Sie starb 1868 im Kloster Marienrode bei Hildesheim, von wo aus sie zum Schluss ihre Pflichten als Äbtissin erledigt hatte.

## Musik
Gräfin Caroline von Egloffstein, genannt „Line“, „Lina“ (Goethe) oder „Aline“ (Pseudonym für Komponistin), spielte sehr gut Klavier, hatte eine schöne Sopranstimme und komponierte. Unter dem Weimarer Kapellmeister Carl Eberwein gehörte sie zum Ensemble für Goethes wöchentliche Hauskonzerte vor geladenen Gästen, deren Programme auch vom Goethefreund Carl Friedrich Zelter begleitet wurden.
Wo die Gräfin Gesangsunterricht gehabt hatte, ist genauso unbekannt, wie Einzelheiten zu ihrem Klavier- und Kompositionsunterricht. Eine Liste ihrer Kompositionen ist im Online-Katalog des RISM zu recherchieren. Danach komponierte sie hauptsächlich Lieder, die Haupt-Domaine für Komponistinnen in ihren gesellschaftlichen Kreisen (?). Deren Texte stammen von Goethe, Klinger, Ludwig Uhland, Schiller, Thomas Moore, Ernst Moritz Arndt, Ernst Schulze, ihren Schwestern und Weiteren. Die Gräfin hinterließ ein Verzeichnis der selbst componierten Lieder.
Ihr erster (?) Lied-Druck erschien (wohl 1807) bei Carl August Kruschwitz in Hannover unter dem Pseudonym Aline. Die Begleitung der sechs Lieder ist in der Notation für „Guitarre“ ausgeführt, als Alternativinstrument ist „Pianoforte“ angegeben.
Im März 1818 sang und spielte sie Goethe auf seine Bitte hin Lieder Zelters vor, die dieser auf seine Texte neu komponiert hatte.
Carolines musikalischer Nachlass, der zum größten Teil nicht erschlossen ist, kam über ihre jüngste Schwester Auguste von Egloffstein (1796–1862) zum Goethe-Nachlass in das Goethe- und Schiller-Archiv in Weimar.
An Lina

Liebchen, kommen diese Lieder

Jemals wieder dir zur Hand,

Sitze beim Klaviere nieder,

Wo der Freund sonst bei dir stand.

Laß die Saiten rasch erklingen,

Und dann sieh ins Buch hinein;

Nur nicht lesen! Immer singen!

Und ein jedes Blatt ist dein.

Ach wie traurig sieht in Lettern

Schwarz auf weiß das Buch mich an,

Das aus deinem Mund vergöttern,

Das ein Herz zerreißen kann!

– Johann Wolfgang von Goethe

## Kompositionen
- Bei RISM (Handschriften) sind rund 40 Nummern mit Einzelliedern bzw. Liedern in Gruppen aufgeführt
- Unter Pseudonym „Aline“ (~1807): 6 Lieder mit Begleitung einer Guitarre oder Pianoforte Hannover bei Kruschwitz.[18]
- Herbstzeitlosen. Kunstlose Lieder. Gedruckt zum Besten einer Kinderbewahranstalt in der fränkischen Schweiz. Berlin, Beck 1874, 176 Seiten.
- Ann Willison Lemke (Hrsg.): Von Goethe inspiriert. Lieder von Komponistinnen des 18. und 19. Jahrhunderts. Mit ausführlichem Nachwort. S. 16: Gesagt, getan (Lied mit 6 Strophen) Kassel 1999.